# 알렉세이 보예보다

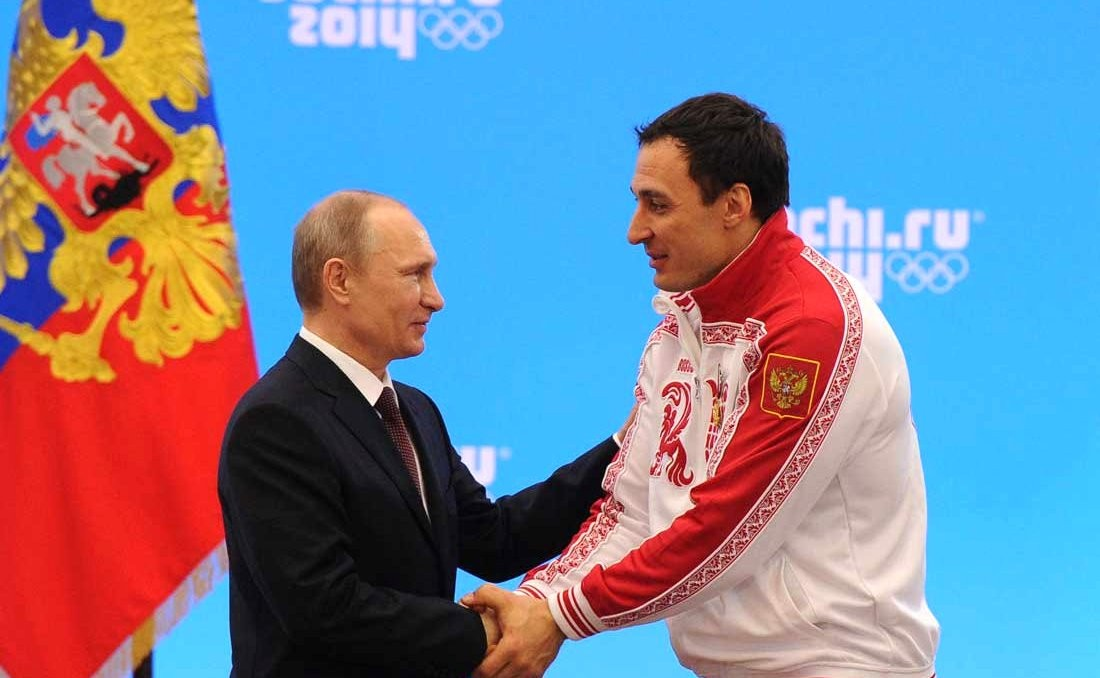
2014년 동계 올림픽 유공자 훈장 수여식 당시의 보예보다(오른쪽)과 러시아 대통령 블라디미르 푸틴(2014년 2월 24일).

알렉세이 이바노비치 보예보다(러시아어: Алексе́й Ива́нович Воево́да, 1980년 5월 9일~)는 러시아의 봅슬레이 선수, 팔씨름 선수, 정치인이다. 2002년부터 봅슬레이 선수 활동을 시작했으며, 2006년 동계 올림픽 봅슬레이 4인승에서 은메달을 획득하였다. 이후 2010년 동계 올림픽 2인승에서 동메달을 획득하였다. 2014년 동계 올림픽에서는 남자 2인승과 4인승 경기에서 금메달을 획득하여 2관왕에 올랐으나 도핑 위반이 드러나 메달이 박탈되었다.